# 赫瀛
赫瀛（1545年—？），字登甫，號衛陽，直隸大名府濬縣人，民籍，明朝政治人物。

## 生平
萬曆元年（1573年）癸酉科順天鄉試第四十五名舉人，二年（1574年）中式甲戌科會試第一百六名，三甲第二百一十七名進士。授蘇州府推官，八年六月考选監察御史，九年巡按陕西茶馬，劾太僕寺卿史嗣元去職，十二年巡按四川，十六年十二月復除河南道御史，歷官大理寺丞，二十一年二月考察去職。

## 家族
曾祖赫忠；祖父赫明；父赫蘭。嫡母路氏；生母盧氏。永感下。兄赫洲。